# Chiroux et Grignoux
Chiroux et Grignoux est le nom de deux factions qui s'opposent au cours de la première moitié du XVIIe siècle au sein de la principauté de Liège. « Les Chiroux », comme « Les Grignoux », sont devenus des sites culturels de la vie liégeoise.

## Historique
En 1613, le prince-évêque Ferdinand de Bavière abolit un certain nombre de libertés dans la principauté de Liège accordées par son prédécesseur Ernest de Bavière. Depuis, c'est le commissaire de l'évêque qui choisit parmi les élus d'une classe ou d'une profession particulière qui siège au conseil municipal. C'est ainsi qu'un parti « conservateur » nait à Liège, qui soutient l'Espagne et le prince-évêque. Ses membres sont appelés les Chiroux (hirondelles), en référence aux vêtements noirs portés par les fonctionnaires du prince-évêque.
Les opposants, les partisans d'un régime démocratique, qui soutiennent la France sont appelés les Grignoux ou Grognons .
À partir de 1633, les Chiroux, partisans du pouvoir princier s'opposent aux Grignoux, le parti populaire. En 1636, un premier coup de force des partisans du prince-évêque se déroule : ils sont repoussés par les Grignoux. Cette même année, le bourgmestre Sébastien La Ruelle demande à Richelieu le soutien de la France. Il est mystérieusement assassiné l'année suivante au domicile du comte de Warfusée, rue Saint-Jean-en-Isle. En 1641, un mandement interdit de se réclamer des Chiroux ou des Grignoux. Pourtant, en 1646 (les élections avaient conforté les Chiroux dans leur place dominante) un terrible affrontement entre les deux camps survint. Cet affrontement est suivi de la démission d'un des deux bourgmestres, Charles de Méan, au profit de Renard Jaymaert (Grignoux).
En 1649, une révolte éclate. Le prince-évêque est en danger, il déplace son bureau temporairement à Huy. Les Grignoux créent la révolte, qui sera contrée par les armées bavaroises.
À la fin de l'année, après que le prince-évêque a écrasé la révolte et est rentré à Liège, il supprime les droits démocratiques des Liégeois. Les métiers n'ont plus d'attribution politique, leurs biens sont confisqués au profit de la Cité.

## Étymologie
Le nom de Chiroux est d'origine wallonne. C'est une francisation de tchirou « bergeronnette grise » ou hirondelle des fenêtres ».
Son usage politique remonte au XVIIe siècle. Il désignait de jeunes volontaires issus de la bourgeoisie qui maintenaient l'ordre dans la ville de Liège. Leur habillement spécifique — habit noir et bas de chausse blancs — leur a valu ce sobriquet d'« petit oiseau noir au derrière blanc ».
Grignous est un néologisme wallon du XVIIe siècle formé à partir de « grigneus » (grincheux) par imitation du suffixe « -ou » de tchirou, Tchirous. Le mot a pris dès le départ une marque du pluriel française : Grignoux, modifiée en Grignous au XXe siècle, en wallon, dans le cadre du système Feller, puis du wallon unifié.[pas clair]

## Membres célèbres

### Grignoux
- Guillaume de Beeckman (?-1631)
- Sébastien La Ruelle (1591-1637)
- Pierre de Bex (~1570-1651)